# 巴德纳斯
巴德纳斯，是西班牙阿拉贡自治区特鲁埃尔省的一个市镇。总面积31平方公里，总人口25人（2001年），人口密度1人/平方公里。